# Chrysorabdia strigata
Chrysorabdia strigata är en fjärilsart som beskrevs av Moeschler 1872. Chrysorabdia strigata ingår i släktet Chrysorabdia och familjen björnspinnare. Inga underarter finns listade i Catalogue of Life.